# A Taste of Extreme Divinity
A Taste of Extreme Divinity è il dodicesimo album del gruppo melodic death metal svedese Hypocrisy, pubblicato il 23 ottobre 2009 in Europa e il 3 novembre negli Stati Uniti dalla Nuclear Blast.

## Il disco
L'album è prodotto e mixato dal cantante e chitarrista della band Peter Tägtgren nei suoi Abyss Studio, mentre Jonas Kjellgren ne ha curato la masterizzazione. I testi sono tutti scritti da Peter Tägtgren e contengono tematiche varie: violenza, follia, religione, paranormale.
Il critico Chad Bowar di about.com l'ha definito:

## Tracce
- Tutte le tracce scritte da Peter Tägtgren eccetto dove indicato.

1. Valley of the Damned - 4:17
2. Hang Him High - 4:35
3. Solar Empire - 5:15
4. Weed out the Weak (Hedlund, Tägtgren) - 3:50
5. No Tomorrow - 4:16
6. Global Domination (Hedlund, Tägtgren) - 5:14
7. Taste the Extreme Divinity - 3:36
8. Alive (Hedlund, Tägtgren) - 4:21
9. The Quest - 5:31
10. Tamed (Filled With Fear) (Hedlund, Tägtgren) - 4:39
11. Sky Is Falling - 4:31

### Bonus track (Stati Uniti)
1. The Sinner - 5:07
2. Taste the Extreme Divinity (2008 Demo) - 3:35
3. Valley of the Damned (2008 Demo) - 4:15

## Formazione
- Peter Tägtgren - voce, chitarra, tastiere
- Mikael Hedlund - basso
- Horgh - batteria